# Maximale Interkuspidation

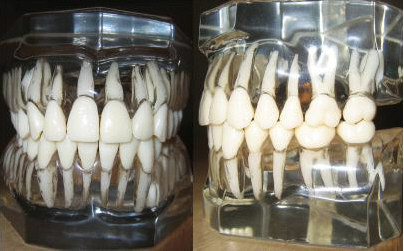
Plexiglasmodelle des menschlichen Gebisses in maximaler Interkuspidation

Unter der maximalen Interkuspidation (lateinisch inter ‚inmitten‘, cuspis ‚Spitze‘, ‚Höcker‘; englisch Maximum intercuspation) versteht man in der Zahnmedizin das vollständige Ineinandergreifen der Höcker und Grübchen jeweils der Ober- und Unterkieferzähne, dies bedeutet einen maximalen Vielpunktkontakt. Diese stabile Verzahnung wird bei weitgehend erhaltenen Stützzonen ausschließlich durch die Okklusion bestimmt.
In maximaler Interkuspidation ist die Lage des Unterkiefers in Relation zum Oberkiefer in allen drei Raumrichtungen definiert. Sie wird auch zentrische Okklusion genannt. Voraussetzung für eine maximale Interkuspidation ist eine Normalbisslage bei regelrechter Verzahnung der Seitenzähne in transversaler Richtung.
Diese Stellung definiert sowohl die anterior-posteriore und seitliche Position des Unterkiefers und des Oberkiefers sowie die superior-inferiore Lagebeziehung, demnach die vertikale Kieferrelation. Die maximale Interkuspidation ist eine wichtige Position bei der Kieferrelationsbestimmung in der Zahnersatzbehandlung und in der Kieferorthopädie.
In der maximalen Interkuspidation kann im vollbezahnten Gebiss bei vollständigen gesunden Zähnen eine maximale Beißkraft von 500 N (veraltet 50 kp) für die erste Molar-Region und 400 N in der prämolaren Zone erzeugt werden. Im Vergleich dazu können Totalprothesenträger eine maximale Beißkraft von nur etwa 50 N im Seitenzahnbereich erzeugen.

## Abgrenzung

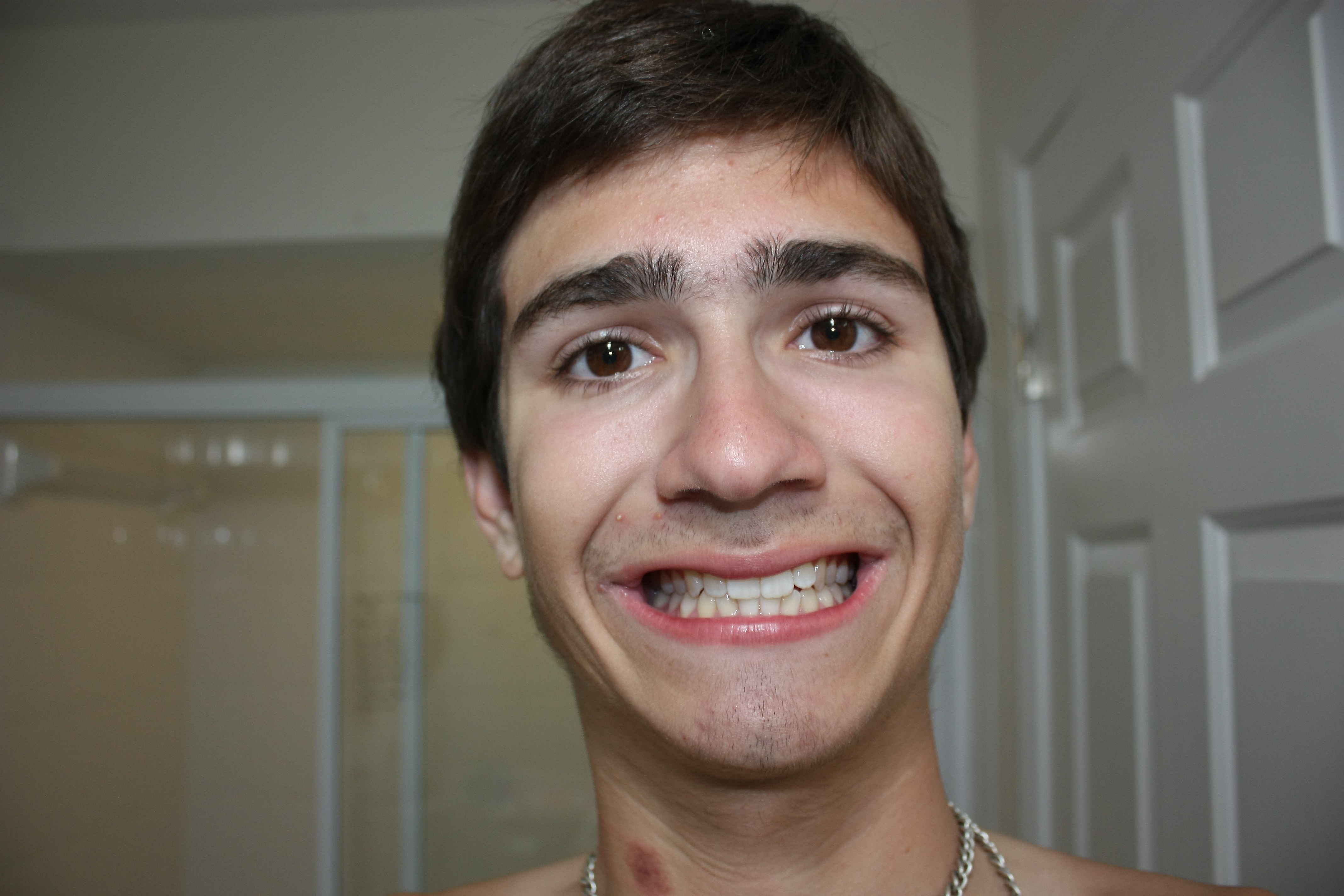
Maximale Interkuspidation

In der Zahnmedizin wird unterschieden zwischen der
- Statischen Okklusion, die unterteilt wird in die
  - Habituelle Okklusion (Gewohnheitslage der Kiefer zueinander)
  - Zentrische Okklusion (Zahnkontakt bei neutraler Stellung der Kiefergelenke)
  - Maximale Okklusion und der
- Dynamischen Okklusion, dem Zusammenbiss während des Kauens, die sich zusammensetzt aus der
  - Frontzahnführung (bei der Vorschubbewegung des Unterkiefers)
  - Eckzahnführung (bei Seitwärtsbewegungen des Unterkiefers)
  - Gruppenführung (bei Seitwärtsbewegungen des Unterkiefers, wenn die Führung nicht nur durch die Eckzähne bestimmt wird).